# وليام ألن وايت
وليام ألن وايت (بالإنجليزية: William Allen White)‏ (و. 1868 – 1944 م) هو سياسي، وnewspaper editor، وكاتب عمومي، وصحفي، وكاتب من الولايات المتحدة الأمريكية . ولد في إمبوريا .
وهو عضو في الحزب الجمهوري .
توفي في إمبوريا .

## التعليم
تعلم في جامعة كانساس.

## جوائز وترشيحات
حصل على جوائز منها:
- جائزة بوليتزر عن فئة السيرة الذاتية.

## روابط خارجية
- وليام ألن وايت على موقع IMDb (الإنجليزية)
- وليام ألن وايت على موقع الموسوعة البريطانية (الإنجليزية)
- وليام ألن وايت على موقع إن إن دي بي (الإنجليزية)
- وليام ألن وايت على موقع قاعدة بيانات الفيلم (الإنجليزية)